# ホランド鉱
ホランド鉱(Hollandite)は、酸化鉱物の1つである。化学組成は、Ba(Mn4+6Mn3+2)O16で、端成分がバリウム-マンガン(III)のコロナダイトグループである。

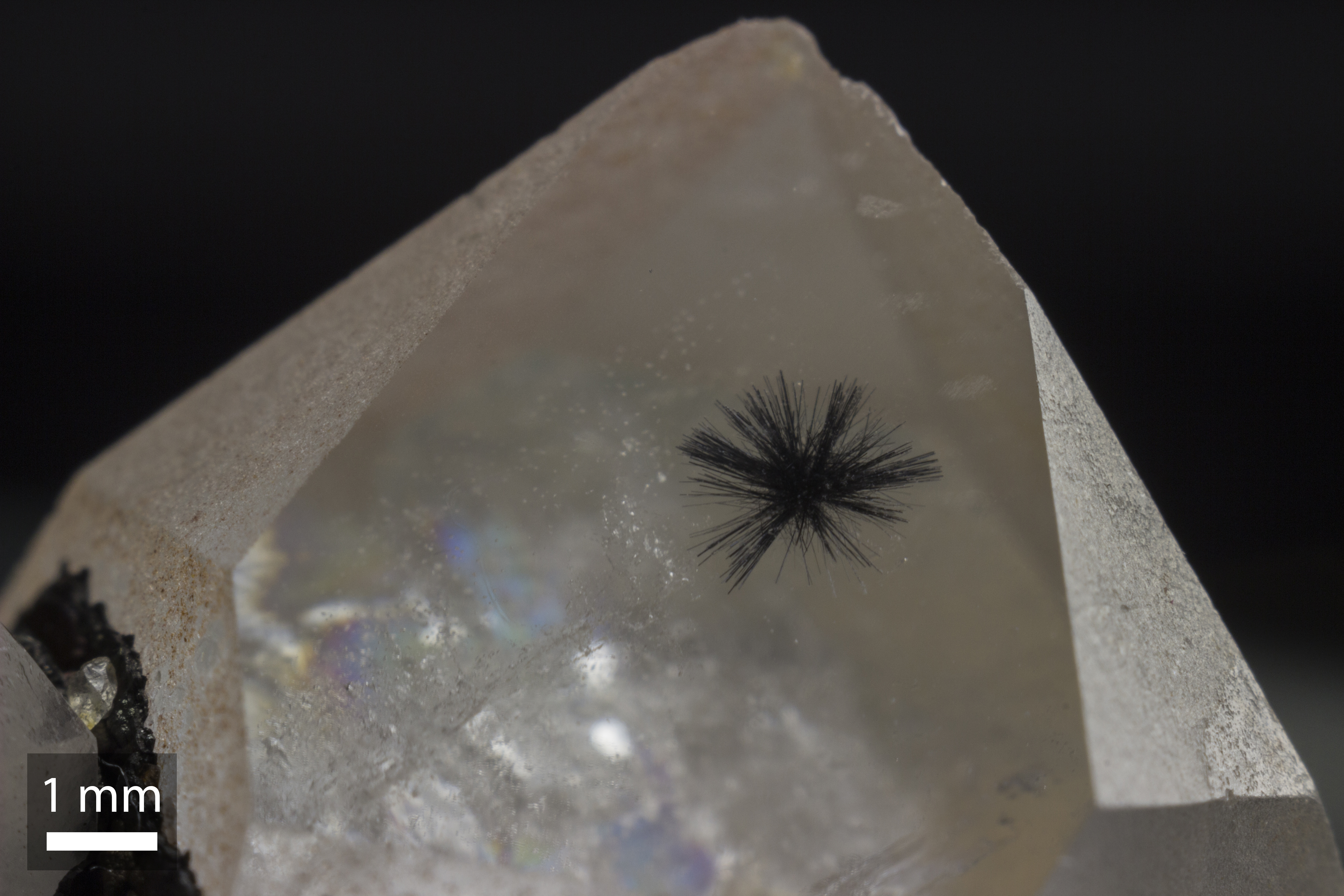
星入り水晶

化学組成Ba(Mn4+6Fe3+2)O16の鉱物がインドのマディヤ・プラデーシュ州ジャブア地区のKajlidongri鉱山で初めて発見され、当初ホランド鉱と名づけられたが、2012年に国際鉱物学連合が再分類し、鉄ホランド鉱(ferrihollandite)と改めた。鉄ホランド鉱は、コロナダイトグループで、端成分がバリウム-鉄(III)のものである。